# Дружина од вјешала
Дружина од вјешала (итал. La Compagnia della Forca) је италијански стрип настао 1977. Творци стрипа били су Роберто Равиола алијас Магнус као цртач и Ђовани Романини као сценариста. Серијал је излазио на мјесечном нивоу у издању издавачке куће Geis. Стрип карактерише сјајан цртеж и занимљива прича. Првобитно је било замишљено да буду 24 епизоде, али је због мале заинтересованости публике серијал сведен на 20 епизода.

## Историјат
Идеја за стрип настала је током разговора Магнуса и Романинија на једном од њихових повремених путовања возом између Милана и Болоње крајем 1975. док су сарађивали са Едифуметом Ренца Барбиерија. Инспирација за стрип црпљена је из средњег вијека, који је у то вријеме био популаран захваљујући филмовима који су се приказивали у биоскопима и на телевизији као и телевизијским драмама које је емитовао Раи. Издавач је Магнусу омогућио довољно креативне слободе са надом да ће нови хумористички стрип привући неке од читалаца Алан Форда, стрип серијала који је Магнус створио у сарадњи са Максом Бункером и који је био на врхунцу популарности. По угледу на Алан Форд, који је објављивао Editoriale Corno, и овај стрип је био истог формата и имао је 120 страница. Било је предвиђено да серијал има 24. епизоде. Магнус је прве скице за стрип урадио већ у прољеће 1976. године, док је сценарио за првих седам епизода довршен је до краја исте године. Стрип табле завршене су до јуна 1977. Прича је смјештена у средњи вијек, у почетку без прецизних историјских референци, док је у наредним причама Магнус, захваљујући путовањима по Балкану, догађаје постављао у добро дефинисаним временским, историјским и географским околностима. За ликове из стрипа Магнус је нашао инспирацију у блиском кругу пријатеља. На пример, Сир Крумпa је инспирисао сам Магнус, а Берто Манистра инспирисан је Романинијем, Златикум Златко Карлом Контијем, административним директором Едифумета итд. Првих 18 епизода објављено од априла 1977. до септембра 1978 за издавачку кућу Едициони Геис. Мјесечно објављивање је накратко прекинуто и затим су јулу 1979. објављене задње две епизоде (као једно) у издању Едифумета. Серијал је тако завршен прије првобитно предвиђене 24 епизоде, а посљедњих шест епизода сажето је у посљедњем издању и захтјевало је од Магнуса шест мјесеци рада да доврши причу. У Италији је серијал неколико пута реиздаван. Rizzoli Lizard је у част Магнуса објавио серијал у две књиге у тврдом повезу које су објављене 2015 и 2016.
У Југославији је прва епизода објављена 1. јула 1987. у издању Вјесника. Стрип је имао двоструку нумерацију на насловној страници. Прва епизода је објављена под редним бројем 26 и заправо је наставак на едицију Максмагнус, а у загради је број нове едиције. Иако су Максмагнус и Дружина од вјешала самостална издања на насловници стоји лого Супер стрип библиотеке. Стрип је превела Марија Јурела која се поред књижевног користила и разним нарјечјима тадашњег српско-хрватског језика, тако Кмет Крушка говори загорским, заводник Берто прича далматински, а капетан Гољо босанским нарјечјем.

## Радња и ликови
Стрип је претежно смјештен у средњовјековно мјесто. Главна радња се одвија око групе плаћеника. Главна прича грађена је на уобичајеном сукобу добра и зла, у овом случају то су краљ Љиљан и Господар Драчина. Главни краљев помоћник Ибн Мефисто је задужен да доведе Дружину од вјешала. Међутим, он је у служби мрачног господара Драчине и чини све да дружина не стигне на одредиште. Сам пут дружине до краљевства краља Љиљана прожет је бројним опасностима и авантурама. Како се главна радња буде одвијала главни протагонисти ће посјећивати разна краљевства која се носе са озбиљним политичким дешавањима. Од осме епизоде изворна дружина се раздваја на више одвојених група једни од других упадајући у разне незгоде, а пут ће их одвести на Блиски исток, Африку и Антарктик да би се на крају сасвим случајно ујединили у ночекиваном тријумфу. На свом путу Објешењаци ће искусити пуно магије, срести мноштво занимљивих ликова, како стварних, тако и оних преузетих из разних митологија (Дракула, млетачки Дужд, змајеви, тролови, краљеви, принчеви, везири, злодуси...), мијењајући свијет свјесним или чешће несвјесним упливом на дешавања.
Дружина од Вјешала или Објешењаке чине:
- Сир Перси од Монтбланка, војвода и вођа - стратегија.
- Капетан Голијат Гољо, магистер војни - тактика.
- Сир Крумп "Мрвуљак", штитоноша - одбрана и фортификација.
- Анализа од Монтбланка, сестра од Сир Персија - стрељачки вод.
- Берто Манистра, путујући пјевач, минстрел - праћкаши.
- Сир Њупало, кувар - интендантура.
- Крушка Кмет, мали од Кужине - пјешадија и маневар.

Дружини ће се у неколико наврата придружити и доктор Надир, проучавалац источњачких наука заједно са Фрогицом, краљем који је претворен у жабу. Ту су још и Златикум Златко новцољубац са бебећом фацом. У неколико епизода првих епизода појављује се ћутљиви Витез од Сламчице. Противници су Ибн Мефисто, покварена десна рука краља Љиљана, капетан Кобац те мрачни господар краљ Драчина. Посебност стрипу даје и остарјели лешинар Супило који даје увод у сваку нову епизоду.

## Издања
| Бр. | Наслов епизоде         | Бр. | Наслов оригинала          |
| --- | ---------------------- | --- | ------------------------- |
| 1   | Објешењаци             | 1   | La compagnia della forca  |
| 2   | Кастелан Кобац         | 2   | Il castellano sparviero   |
| 3   | Отмица Анализе         | 3   | Il rapimento di Annalisa  |
| 4   | Краљевство од Љеповида | 4   | Il reame di Bellorizzont  |
| 5   | Турнир турнира         | 5   | Il grande torneo          |
| 6   | Повратак Леопарда      | 6   | Il ritorno di Gerardo     |
| 7   | Седморица мудроглавих  | 7   | Il trullo dei sette savi  |
| 8   | Морска мачка           | 8   | La pantera del mare       |
| 9   | Црноризац              | 9   | L'abate nero              |
| 10  | Емир од Сухарка        | 10  | L'emiro dell'albero secco |
| 11  | Краљевски сластичар    | 11  | Il pasticcere del re      |
| 12  | Проклета пловидба      | 12  | La traversata maledetta   |
| 13  | Робови Пуниса          | 13  | Gli schiavi di Punis      |
| 14  | Летећи саг             | 14  | Il tappeto volante        |
| 15  | Доктор Надир           | 15  | Un certo dottor Nadir     |
| 16  | Ружа неслоге           | 16  | La rosa della discordia   |
| 17  | Сијамски духови        | 17  | I due geni siamesi        |
| 18  | Пламена љепотица       | 18  | La bella fiammeggiante    |
| 19  | Почетак краја          | 19  | La resa dei conti         |
| 20  | Завршни рачун          | 20  |                           |